# 소율항
소율항은 전라남도 여수시 돌산읍 율림리 소율마을에 위치한 어항이다. 1973년 12월 19일 지방어항으로 지정하여 관리하고 있다. 시설관리자는 여수시장이다.

## 어항구역
본 항의 어항구역은 다음과 같다.
- 수역: 돌산읍 율림리 산114-1번지 좌측 10m지점 돌출부와 산52-1번지 돌출부를 연결하는 선내수역

## 어항 시설
- 계류시설 103m, 외곽시설 85m

## 기본 계획
- 계류시설 283m, 외곽시설 155m[1]

## 정비 계획
- 계류시설 180m, 외곽시설 70m[2]